# Eupithecia cazieri
Eupithecia cazieri là một loài bướm đêm trong họ Geometridae.